# Вімінс-Бей (Аляска)
Вімінс-Бей (англ. Womens Bay) — переписна місцевість (CDP) в США, в окрузі Кодіяк-Айленд штату Аляска. Населення — 743 особи (2020).

## Географія
Вімінс-Бей розташований за координатами 57°41′19″ пн. ш. 152°40′39″ зх. д. / 57.68861° пн. ш. 152.67750° зх. д. (57.688582, -152.677433).  За даними Бюро перепису населення США в 2010 році переписна місцевість мала площу 114,05 км², з яких 113,73 км² — суходіл та 0,32 км² — водойми.

## Демографія
Згідно з переписом 2010 року, у переписній місцевості мешкало 719 осіб у 283 домогосподарствах у складі 191 родини. Густота населення становила 6 осіб/км².  Було 298 помешкань (3/км²).
Расовий склад населення:
| - 85,5 % — білих - 4,7 % — корінних американців - 1,1 % — азіатів - 0,3 % — чорних або афроамериканців - 0,1 % — вихідців з тихоокеанських островів |

До двох чи більше рас належало 8,1 %. Частка іспаномовних становила 1,0 % від усіх жителів.
За віковим діапазоном населення розподілялося таким чином: 24,3 % — особи молодші 18 років, 70,3 % — особи у віці 18—64 років, 5,4 % — особи у віці 65 років та старші. Медіана віку мешканця становила 40,1 року. На 100 осіб жіночої статі у переписній місцевості припадало 124,7 чоловіків;  на 100 жінок у віці від 18 років та старших — 127,6 чоловіків також старших 18 років.
Середній дохід на одне домашнє господарство  становив 85 663 долари США (медіана — 86 818), а середній дохід на одну сім'ю — 97 454 долари (медіана — 105 417). Медіана доходів становила 60 625 доларів для чоловіків та 33 056 доларів для жінок. За межею бідності перебувало 13,8 % осіб, у тому числі 27,6 % дітей у віці до 18 років та 0,0 % осіб у віці 65 років та старших.
Цивільне працевлаштоване населення становило 428 осіб. Основні галузі зайнятості: освіта, охорона здоров'я та соціальна допомога — 25,5 %, роздрібна торгівля — 20,3 %, публічна адміністрація — 18,2 %.